# Gerstlauer Amusement Rides
Gerstlauer Amusement Rides est un constructeur d'attractions localisé à Münsterhausen, en Allemagne.

## Histoire
Hubert Gerstlauer, un employé de la firme Schwarzkopf, décide en 1982, de créer sa propre compagnie qu'il nomme Gerstlauer Elektro GmbH. Avec cette compagnie il devient fournisseur de pièces électroniques et des équipements pneumatiques pour Schwarzkopf. Après que ce dernier a fait faillite en 1992, Gerstlauer récupéra le hall de production et continua la construction des attractions et des montagnes russes. L'entreprise ayant changé son activité, elle fut renommée Gerstlauer Amusement Rides GmbH en mars 2007.
Les premières montagnes russes construites entièrement par Gerstlauer furent G'sengte Sau pour le parc Erlebnispark Tripsdrill.
Depuis 2003, la société est devenue célèbre grâce au modèle Euro-Fighter qui est aujourd'hui présent sous différents tracés dans en Europe, aux États-Unis et au Japon. La particularité de ce modèle est sa première descente avec un angle supérieur à 90 degrés.

## Modèles
- Bobsled Coaster (de)
- Euro-Fighter
- Infinity coaster
- Family coaster
- Montagnes russes junior
- Montagnes russes tournoyantes

## Réalisations

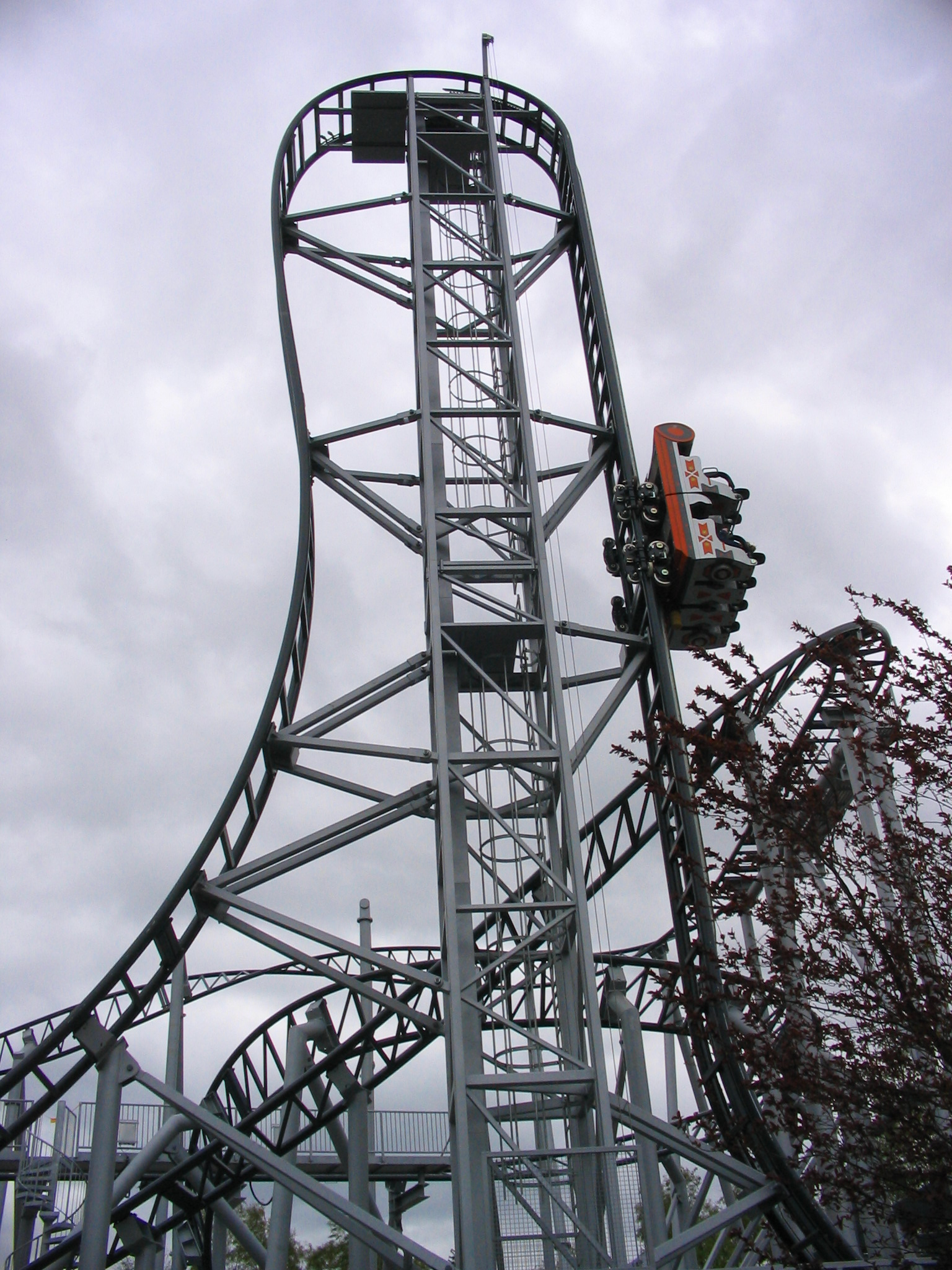
Typhoon à Bobbejaanland

| Nom                                      | Année | Type                 | Parc                                    | Pays        |
| ---------------------------------------- | ----- | -------------------- | --------------------------------------- | ----------- |
| Anubis The Ride                          | 2009  | Lancées              | Plopsaland De Panne                     | Belgique    |
| Aqua Wind                                | 2004  | Wild Mouse           | Lagunasia                               | Japon       |
| Avatar: The Last Airbender               | 2008  | Euro-Fighter         | The Park at MOA                         | États-Unis  |
| Cobra                                    | 2006  | Bobsled Coaster (de) | Paultons Park                           | Royaume-Uni |
| Coastersaurus                            | 2004  | Junior               | Legoland California                     | États-Unis  |
| Drachenjagd                              | 2003  | Junior               | Legoland Deutschland                    | Allemagne   |
| Drachenritt                              | 2003  | Bobsled Coaster (de) | Belantis                                | Allemagne   |
| Eurofighter                              | 2011  | Euro-Fighter         | Zoosafari Fasanolandia                  | Italie      |
| Fluch von Novgorod                       | 2009  | Euro-Fighter         | Hansa-Park                              | Allemagne   |
| Fury                                     | 2019  | Lancées              | Bobbejaanland                           | Belgique    |
| G'sengte Sau                             | 1998  | Bobsled Coaster (de) | Erlebnispark Tripsdrill                 | Allemagne   |
| Galaxy Orbiter                           | 2007  | Tournoyantes         | Galaxyland                              | Canada      |
| Gold Rush                                | 2012  | Junior               | OK Corral                               | France      |
| Heiße Fahrt (Die)                        | 2004  | Bobsled Coaster (de) | Wild- und Freizeitpark Klotten          | Allemagne   |
| Iron Shark                               | 2012  | Euro-Fighter         | Galveston Island Historic Pleasure Pier | États-Unis  |
| Mecalodon                                | 2025  | Lancées              | Walibi Belgium                          | Belgique    |
| Mystery Mine                             | 2007  | Euro-Fighter         | Dollywood                               | États-Unis  |
| Mystic                                   | 2019  | Infinity Coaster     | Walibi Rhône Alpes                      | France      |
| Oachkatzl (Bavarian slang for Squirrel)  | 1999  | Family coaster       | Märchenwald im Isartal                  | Allemagne   |
| Pandemonium                              | 2005  | Tournoyantes         | Six Flags New England                   | États-Unis  |
| Pégase Express                           | 2017  | Lancées              | Parc Astérix                            | France      |
| Rage                                     | 2007  | Euro-Fighter         | Adventure Island                        | Royaume-Uni |
| Saw - The Ride                           | 2009  | Euro-Fighter         | Thorpe Park                             | Royaume-Uni |
| Speed: No Limits                         | 2006  | Euro-Fighter         | Oakwood Theme Park                      | Royaume-Uni |
| Spinning Dragons                         | 2004  | Tournoyantes         | Worlds of Fun                           | États-Unis  |
| SpongeBob Squarepants Rock Bottom Plunge | 2008  | Euro-Fighter         | Nickelodeon Universe                    | États-Unis  |
| Vertika                                  | 2020  | Euro-Fighter         | La Récré des 3 Curés                    | France      |
| Takabisha                                | 2011  | Euro-Fighter         | Fuji-Q Highland                         | Japon       |
| The Smiler                               | 2013  | Custom               | Alton Towers                            | Royaume-Uni |
| Thor's Hammer                            | 2002  | Bobsled Coaster (de) | Djurs Sommerland                        | Danemark    |
| Timberland Twister                       | 2004  | Tournoyantes         | The Park at MOA                         | États-Unis  |
| Tiki-Waka                                | 2018  | Bobsled Coaster (de) | Walibi Belgium                          | Belgique    |
| Tren de la Mina                          | 2012  | Family coaster       | Parque de Atracciones de Madrid         | Espagne     |
| Tony Hawk's Big Spin                     | 2007  | Tournoyantes         | Six Flags Fiesta Texas                  | États-Unis  |
| Tony Hawk's Big Spin                     | 2007  | Tournoyantes         | Six Flags St. Louis                     | États-Unis  |
| Typhoon                                  | 2004  | Euro-Fighter         | Bobbejaanland                           | Belgique    |
| Untamed                                  | 2011  | Euro-Fighter         | Canobie Lake Park                       | États-Unis  |
| Van Helsing's Factory                    | 2011  | Bobsled Coaster (de) | Movie Park Germany                      | Allemagne   |
| Vildsvinet                               | 2003  | Euro-Fighter         | BonbonLand                              | Danemark    |
| Vilda Musen                              | 2003  | Bobsled Coaster (de) | Gröna Lund                              | Suède       |
| HangTime                                 | 2018  | Infinity Coaster     | Knott's Berry Farm                      | États-Unis  |
| Wakala                                   | 2020  | Family Coaster       | Bellewaerde                             | Belgique    |
| Cétautomatix                             | 2025  | Tournoyantes         | Parc Astérix                            | France      |